# Константин Деспотов
Константин Деспотов е български лекар от Македония.

## Биография
Роден е през 1864 година в град Сяр, тогава в Османската империя. Завършва медицина в Атина. Вероятно като лекар на частна практика в родния си град се поставя в услуга на Българската екзархия. От 1 януари 1909 година е назначен за училищен лекар в града. Заплатата му за учебната 1909/1910 година е в размер на 3600 златни гроша годишно. Като училищен лекар той проявява грижа за пансиона към мъжкото педагогическо училище.
Не е известно докога д-р Константин Деспотов се задържа на работното си място в Сяр по време на Балканските войни от 1912/1913 година. През Първата световна война той е български кмет на Сяр. След приключване на войната напуска града и се заселва в село Хърсово, Петричко, където остава до края на живота си през 1937 година. Като лекар оставя много добри спомени сред местното население.